# 湯瑪斯·多米尼
湯瑪斯·C·多米尼（英語：Thomas C. Dorminy，1992年6月1日—，為美國棒球選手，在2014年的美國職棒選秀會由聖地牙哥教士以第10輪第297順位選進而開啟職業生涯，生涯從未上過大聯盟，美職體系下出賽過的最高層級為小聯盟2A。2019年來台效力於中華職棒Lamigo桃猿，中文登錄名為「多猛」。

## 經歷
- 美國職棒聖地牙哥教士（小聯盟，2014年-2017年）
- 美國職棒獨立聯盟Washington WildThings（2018年）
- 美國職棒獨立聯盟Somerset Patriots（2019年）
- 中華職棒Lamigo桃猿（2019年）

## 個人成績

### 中華職棒
| 年度 | 球隊       | 出賽 | 先發 | 勝投 | 敗投 | 中繼 | 救援 | 完投 | 完封 | 四死 | 三振 | 責失 | 投球局數 | 自責分率 | 被上壘率 |
| ---- | ---------- | ---- | ---- | ---- | ---- | ---- | ---- | ---- | ---- | ---- | ---- | ---- | -------- | -------- | -------- |
| 2019 | Lamigo桃猿 | 5    | 5    | 2    | 1    | 0    | 0    | 0    | 0    | 22   | 6    | 13   | 24.1     | 4.81     | 1.81     |
| 合計 | 1年        | 5    | 5    | 2    | 1    | 0    | 0    | 0    | 0    | 22   | 6    | 13   | 24.1     | 4.81     | 1.81     |

## 外部連結
- 湯瑪斯·多米尼在台灣棒球維基館上的頁面（繁體中文）
- 湯瑪斯·多米尼在美國職棒官網（英语）
- 湯瑪斯·多米尼在中華職棒官網
- 湯瑪斯·多米尼在Baseball-Reference.com（小聯盟以及海外聯盟）（英语）
- 湯瑪斯·多米尼在The Baseball Cube（英语）